# Українське геологічне управління
Українське геологічне управління — державна установа, яка у 1918—1957 провадила в межах УРСР геологічні дослідження, розвідку корисних копалин і підземних вод та геологічну зйомку території й укладання карт. Створене в Києві як Український геологічний комітет за ініціативою В. Лучицького. У 1957 реорганізоване на Головне Управління геології та охорони надр при Раді Міністрів УРСР, згодом на Геолого-розвідувальний Український науково-дослідний інститут, підпорядкований Міністерству геології УРСР.